# Euglossa orellana
Euglossa orellana är en biart som beskrevs av Roubik 2004. Euglossa orellana ingår i släktet Euglossa, tribus orkidébin, och familjen långtungebin. Inga underarter finns listade.